# Adrogué, con ilustraciones de Norah Borges
Adrogué, con ilustraciones de Norah Borges (1977) es un libro de poesías escrito por Jorge Luis Borges e ilustrado por su hermana, Norah Borges, sobre la ciudad de Adrogué.
El libro surgió a partir una charla dada por Borges acerca de "Adrogué en sus libros" en la celebración de la primera Semana de la Cultura en el partido de Almirante Brown en 1977.
El amor de Borges por Adrogué se remonta a su niñez, ya que pasó allí muchos veranos. Las referencias a esa ciudad se reconocen en muchos de sus poemas cuando habla sobre patios laberínticos, veredas, cisternas y recuerdos idílicos de su niñez.
La obra es una edición limitada de Ediciones Adrogué. La biblioteca del partido cuenta con un ejemplar.

## Borges sobre Adrogué
Las siguientes son citas del escritor acerca de la ciudad de Adrogué.

En cualquier parte del mundo en que me encuentre cuando siento el olor de los eucaliptos, estoy en Adrogué.  Adrogué era eso: un largo laberinto tranquilo de calles arboladas, de verjas y de quintas; un laberinto de vastas noches quietas que mis padres gustaban recorrer.  Quintas en las que uno adivinaba la vida detrás de las quintas.  De algún modo yo siempre estuve aquí, siempre estoy aquí.  Los lugares se llevan, los lugares están en uno.  Sigo entre los eucaliptos y en el laberinto, el lugar en que uno puede perderse.  Supongo que uno también puede perderse en el Paraíso. Estatuas de tan mal gusto y tan cursis que ya resultaban lindas, una falsa ruina, una cancha de tenis.  Y luego, en ese mismo hotel "Las Delicias", un gran salón de espejos.  Sin duda me miré en aquellos espejos infinitos.  Muchos argumentos, muchas escenas, muchos poemas que he imaginado, nacieron en Adrogué o se sitúan en ella. Siempre que hablo de jardines, siempre que hablo de árboles, estoy en Adrogué; he pensado en esta ciudad, no es necesario que la nombre.
Jorge Luis Borges, 1981

Durante los años de mi infancia pasábamos los veranos en Adrogué, a unos quince o veinte quilómetros al sur de Buenos Aires.  Allí teníamos residencia propia: una vasta construcción de una planta, con terrenos, dos cabañas, un molino de viento y un peludo ovejero marrón.  Adrogué era entonces un remoto y apacible laberinto de casas de veraneo rodeadas por verjas de hierro, con parques y calles que irradiaban de las muchas plazas. Impregnado por el ubicuo aroma de los eucaliptos.
Jorge Luis Borges, 1983

## Reedición
Con motivo del 112° aniversario del escritor, la municipalidad de Almirante Brown lanzó una reedición gratuita, con una tirada de 2000 ejemplares, con una selección de los poemas del libro original, a la cual se le suman testimonios de familias tradicionales del lugar que durante su niñez compartieron con el escritor comidas, paseos y largas conversaciones, y cuya dimensión cultural pueden valorar solo ahora.